# Перссон, Стефан (хоккеист)
Это статья про шведского хоккеиста. Про шведского предпринимателя, главу компании H&M см. Перссон, Стефан (предприниматель).
Стефан Перссон (швед. Stefan Persson; 22 декабря 1954, Умео, Швеция) — шведский хоккеист, защитник.
Начинал карьеру в клубе третьего шведского дивизиона «Питео». С 1973 по 1977 г.г. выступал за «Брюнес» (Евле). В 1974 был задрафтован клубом НХЛ «Нью-Йорк Айлендерс» в 14-м раунде под общим 214-м номером. Участник чемпионата мира 1977, Кубка Канады 1981. С 1977 по 1986 г.г. отыграл девять сезонов в НХЛ за «Нью-Йорк Айлендерс». В 1980 году стал первым хоккеистом из Европы (вместе с Андерсом Каллуром)-обладателем Кубка Стэнли. В 1984 году установил уникальный рекорд для европейцев в НХЛ — пять лет подряд участвовал в финальных сериях Кубка Стэнли. В чемпионате НХЛ — 622 матча, 369 очков (52 шайбы + 317 передач). В плей-офф: 102 игры, 57 очков (7+50). Завершил игровую карьеру в 1990 году отыграв три сезона в клубе третьего дивизиона «Бурос». С 2007 года является генеральным менеджером «Буроса».

## Достижения
- Двукратный чемпион Швеции (1976, 1977).
- Вице-чемпион мира (1977).
- Четырехкратный обладатель Кубка Стэнли (1980-83).
- Лучший спортсмен Швеции за 1980 год ("Victoriastipendiet")